# Unter den Linden
Unter den Linden er en boulevard i det centrale Berlin fra Brandenburger Tor i vest, til Schlossbrücke i øst, og som har navn efter sine lindetræer.
Den smukke boulevard blev brugt til militærparader og triumftog både i det kejserlige Tyskland og i Hitlers 3. rige. Efter kapitulationen i 1945 kom Unter den Linden til at ligge i Østberlin, og nu var det socialismens storslåede landvindinger, der blev fejret ved parader. 
I dag foregår der et storstilet ny- og genopbygningsarbejde på Unter den Linden.
Preussens rige historie reflekteres i bygningerne langs Unter den Linden:
- Brandenburger Tor
- Humboldt-Universität zu Berlin
- Kronprinzenpalais (Kronprinsens slot)
- Staatsoper Unter den Linden
- Den katolske St. Hedwigskatedral
- Zeughaus (tøjhus)